# Ra (juego de mesa)
Ra es un juego de mesa temático de pujas para dos a cinco jugadores diseñado por Reiner Knizia y publicado originalmente en 1999 por Alea, un sello editorial de la empresa alemana Ravensburger. Se ambienta alrededor del culto a Ra, el dios del sol de Heliópolis en el antiguo Egipto. Es uno de los tres juegos de subasta diseñados por Knizia, siendo los otros dos Medici y Modern Art.
En Ra los jugadores compiten por los mismos recursos. El juego se desarrolla en tres rondas, llamadas épocas, que reflejan la historia del antiguo Egipto. Los jugadores usan sus «fichas solares» para pujar entre sí en subastas de fichas. Al final de una época, se obtienen puntos según la cantidad y el tipo de fichas que un jugador haya ganado. El precio de las fichas lo determinan los jugadores que pujan por ellas, y los valores pueden variar rápidamente. Los jugadores se enfrentan a un equilibrio constante entre "lo que debería hacerse en algún momento" y "lo que realmente puede hacerse ahora", lo que es un sello distintivo de muchos de los juegos de Knizia y de los juegos de mesa de estilo alemán en general.
Publicado originalmente en Alemania, fue republicado en traducción al inglés por Rio Grande Games.La primera edición en lengua española fue en 2016, a cargo de Edge Entertainment, llegando a ser juego recomendado del Juego del Año en España 2016. En 2005 Knizia, en colaboración con Michael Menzel, diseñó un nuevo juego llamado Razzia, que es el juego básico de Ra con ambientación mafiosa.Existe también una reimplementación de Ra llamada Priests of Ra (sacerdotes de Ra) diseñada por el propio Knizia y editada en el año 2009.
Ra quedó en segundo lugar en el Deutscher Spiele Preis de 1999, ganó el Meeples Choice Award de 1999 y ganó también el International Gamers Award en 2000. También fue el ganador al premio para la mejor reimpresión/reimplementación de los Board Game Quest Awards de 2023. En el año 2025 Ra accedió al salón de la fama de BoardGameGeek como uno de sus veinticinco primeros juegos seleccionados 